# Gospić
Gospić es una ciudad de Croacia, centro administrativo del condado de Lika-Senj.

## Cultura
El científico e inventor serbio  Nikola Tesla nació en el pueblo cercano de Smiljan y creció en Gospic.

## Geografía
Se encuentra a una altitud de 562 m s. n. m. a 214 km de la capital nacional, Zagreb.

## Demografía
En el censo 2011 el total de población del municipio fue de 12745 habitantes, distribuidos en las siguientes localidades:
- Aleksinica -  169
- Barlete -  28
- Bilaj -  162
- Brezik -  25
- Brušane -  134
- Budak -  151
- Bužim - 74
- Debelo Brdo I - 61
- Debelo Brdo II - 8
- Divoselo - 4
- Donje Pazarište - 125
- Drenovac Radučki - 0
- Gospić -  6 575
- Kalinovača -  94
- Kaniža Gospićka - 401
- Klanac - 100
- Kruščica - 0
- Kruškovac -  20
- Kukljić -  13
- Lički Čitluk -  4
- Lički Novi - 298
- Lički Osik -  1 914
- Lički Ribnik - 93
- Mala Plana - 7
- Medak - 62
- Mogorić - 110
- Mušaluk - 228
- Novoselo Bilajsko -  112
- Novoselo Trnovačko -  84
- Ornice - 6
- Ostrvica - 16
- Oteš - 99
- Pavlovac Vrebački - 33
- Počitelj - 4
- Podastrana - 51
- Podoštra -  177
- Popovača Pazariška -  93
- Rastoka -  33
- Rizvanuša - 29
- Smiljan - 418
- Smiljansko Polje - 135
- Široka Kula - 116
- Trnovac - 96
- Vaganac - 30
- Velika Plana - 52
- Veliki Žitnik - 47
- Vranovine - 43
- Vrebac - 44
- Zavođe - 4
- Žabica - 163

| Gráfica de población de Gospić 1857-2011                            |
|                                                                     |
| Según los censos de población de la oficina estadística de Croacia. |